# Piotr Dziewicki
Piotr Dziewicki (ur. 26 czerwca 1979 w Milanówku) – polski trener piłkarski oraz piłkarz występujący na pozycji obrońcy.

## Kariera piłkarska
Dziewicki rozpoczął swoją karierę w Milanie Milanówek, skąd w 1994 roku trafił do Polonii Warszawa. W trakcie okresu spędzonego w klubie Dziewicki zdobył mistrzostwo i puchar kraju, a także puchar ligi. 
Na początku 2003 roku Dziewicki odszedł do Amiki Wronki, gdzie przez długi czas nie potrafił wywalczyć sobie miejsca w podstawowym składzie. Udało mu się to dopiero w sezonie 2005/06, po którym doszło do fuzji Amiki z Lechem Poznań. Dziewicki, wraz z klubowym kolegą Jarosławem Bieniukiem, zdecydował się wyjechać do Turcji, gdzie związał się z ówczesnym beniaminkiem ekstraklasy, Antalyasporem. Dzięki udanym występom w barwach klubu pojawiły się informacje, jakoby Turcy chcieli naturalizować Dziewickiego i powołać go do reprezentacji Turcji. W styczniu 2009 roku Dziewicki powrócił do Polonii Warszawa, jednak wraz z końcem 2010 roku nie zdecydowano się przedłużyć z nim umowy. 
Rundę wiosenną rozgrywek 2010/11 spędził jako zawodnik Dolcanu Ząbki, zaś po sezonie zdecydował się zakończyć karierę. Wznowił ją na krótko, już na poziomie amatorskim, na początku 2013 roku, by przez kolejne pół sezonu reprezentować barwy grającego w lidze okręgowej Milanu Milanówek. W późniejszym okresie występował już tylko okazjonalnie w drużynie oldbojów Polonii Warszawa.

## Kariera trenerska
W lipcu 2013 roku został nowym szkoleniowcem Polonii Warszawa, która z powodu problemów finansowych została zdegradowana do IV ligi. Na zakończenie sezonu 2013/14 wraz z zespołem awansował do III ligi, zdobywając 80 punktów. Nie mogąc dojść do porozumienia w sprawie warunków ekonomicznych funkcjonowania klubu, złożył 12 sierpnia 2014 roku dymisję i odszedł z Polonii. Wraz z nim odeszli asystent Emil Kot oraz trener bramkarzy Marek Chański.
Od lipca 2015 ponownie zagościł na ławce trenerskiej MKS Ciechanów, prowadząc drużynę seniorów w rozgrywkach IV ligi. Prowadził zespół do 2017. Później zaangażował się w promocję teqballa. W 2020 roku został szkoleniowcem Ząbkovii Ząbki. W styczniu 2022 roku został trenerem KTS-u Weszło, pełnił tę rolę do maja tego samego roku. Od 26 czerwca poprowadził GKS Jastrzębie, a z dniem 27 listopada tego samego roku współpraca z klubem została zakończona. 